# Cobalt (游戏)
《Cobalt》是由Oxeye游戏工作室制作，由Mojang发行的横向卷轴游戏。该游戏正在开发alpha版本，该游戏的Windows和Mac OS X版本也正在开发，而Linux版计划公测。除了计算机版本，Xbox 360和Xbox One版本也在开发中。

## 玩法
该游戏有几个不同的游戏模式，如夺旗模式，死斗模式，TeamStrike模式（只有一条命，灵感源于反恐精英），生存模式，和即将到来的冒险模式。除了这些功能，玩家可以在游戏地图编辑器中创建自己的地图。
玩家扮演的角色名为Cobalt。玩家需要运用一些关键技术包括子弹时间，滚动（偏转子弹）和打孔，这些技术用来击退炸药和造成伤害。该游戏可以多名玩家一起进行。

## 发展

### alpha版本
该游戏最先发行alpha版本。游戏的后续版本为免费。阿尔法版本最初只有Windows操作系统。在Mac OS X版本已于2013年6月27日年发布。
alpha版的主要目标为：
- 本地多人游戏
- 两个单人游戏和合作冒险模式
- 关卡编辑器

### 公测阶段
计划中，公测阶段的内容包括一个全功能的关卡编辑器（和多个编辑器），玩家能一样在Mac OS X和Linux之间进行游戏。其中，编辑器和OS X的端口已在alpha阶段公布。

### 黄金版本
黄金版本为游戏的最终版本，内容包括一个可以分享玩家制造内容的工具；一个完整的主要冒险模式；在同一台计算机进行多人游戏。